# IC 3610
IC 3610 је елиптична галаксија у сазвјежђу Береникина коса која се налази на листи објеката дубоког неба у Индекс каталогу.
Деклинација објекта је + 26° 52' 22" а ректасцензија 12h 38m 47,1s. Привидна величина (магнитуда) објекта IC 3610 износи 16,0 а фотографска магнитуда 17,0. IC 3610 је још познат и под ознакама Reiz 2644, PGC 1790902.